# Brandenburgisches Kammerorchester Berlin
Das Brandenburgische Kammerorchester Berlin (bkob) wurde 1977 von Mitgliedern des Collegium Musicum der Berliner Universitäten gegründet. Die etwa 25–30 Streicher des Brandenburgischen Kammerorchesters Berlin sind überwiegend engagierte Amateure und arbeiten „nebenbei“ in den unterschiedlichsten Berufen.

## Geschichte
Zunächst von Detlef Schönewald geleitet, dirigierte – nach vorübergehender Zusammenarbeit mit Thomas Lange – Markus Theinert ab 1991 für sechs Jahre das Orchester. Sein Nachfolger war bis 1998 André Ezerski. Beim Deutschen Laienorchesterwettbewerb 1986 gewann das Ensemble auf Bundesebene den 1. Preis, 1992 wurde es als Landessieger für den Bundeswettbewerb nominiert. 
Von 1998 bis 2019 leitete Rainer Johannes Kimstedt das bkob, mit dem er auch als Solist konzertierte. Ständige Konzertmeisterin in diesen Jahren war Julia Prigge. In der Arbeitsphase Winter 2007/2008 probten Bernhard Forck und Uri Rom mit dem Orchester. Die Sommerarbeitsphase 2008 betreute als Gastdirigentin Marion Leleu. 2020 führte Julia Prigge das Orchester vom Konzertmeisterpult aus; es war das letzte Konzert vor der Corona-Pandemie. 
Seit 2022 arbeitet das bkob mit wechselnden Dirigenten zusammen: Mariano Domingo, Steffen Tast, Gernot Adrion, sowie mit der Dirigentin Nóra Füzi.
Das Orchester probt wöchentlich in der Bülowstraße in Berlin-Schöneberg, zusätzlich zweimal im Jahr an Wochenenden außerhalb Berlins. Pro Jahr werden zwei bis drei Konzertprogramme erarbeitet. Die Aufführungen finden in Berlin und im Umland statt. Im Sommer 2007 reisten die Musiker erstmals zu Konzerten nach St. Petersburg, im Sommer 2012 war das Orchester in der Schweiz zu Gast und im Jahr 2018 konzertierte es in Montepulciano, Italien.

## Gäste
Dem Ensemble stehen für die verschiedenen Repertoirebereiche von der Barockliteratur bis zur Musik des 20. Jahrhunderts ausgezeichnete professionelle Partner zur Seite, die gemeinsam mit dem Brandenburgischen Kammerorchester Berlin arbeiten und auftreten. Zu ihnen gehörten als Solisten: 
- die Pianisten Rolf-Dieter Arens, Tomoko Takahashi und Yuki Inagawa
- die Geigerin Ariadne Daskalakis, der Barockgeiger Bernhard Forck  und der Bratschist Gernot Adrion, von dem auch ein eigenes Werk uraufgeführt wurde
- die Cellisten Dietmar Schwalke, Hans Rabus, Samuel Lutzker, Martin Seemann und Paolo Bonomini
- die Klarinettistinnen Sylvia Schmückle-Wagner und Friederike Roth
- die Fagottistin Heidi Mockert und der Flötist Aaron Dan
- die Saxophonisten Magdalena Łapej, die Trompeterin Simone Gruppe und die Hornistin Anne Mentzen
- die Sopranistin Annette Robbert, der Tenor Paul Kaufmann sowie Jörg Gottschick, Bariton
- ferner Christian Gerber am Bandoneón
- sowie der Schlagzeuger und Komponist Eric Schaefer und der Vibraphonist Oli Bott, von denen eigene Werke zur Uraufführung gelangten.

Die organisatorische Arbeit im Rahmen eines eingetragenen gemeinnützigen Vereins wird von allen Mitgliedern des Orchesters gemeinsam geleistet. Auch sämtliche Entscheidungen über die künstlerische Arbeit obliegen den Mitgliedern.

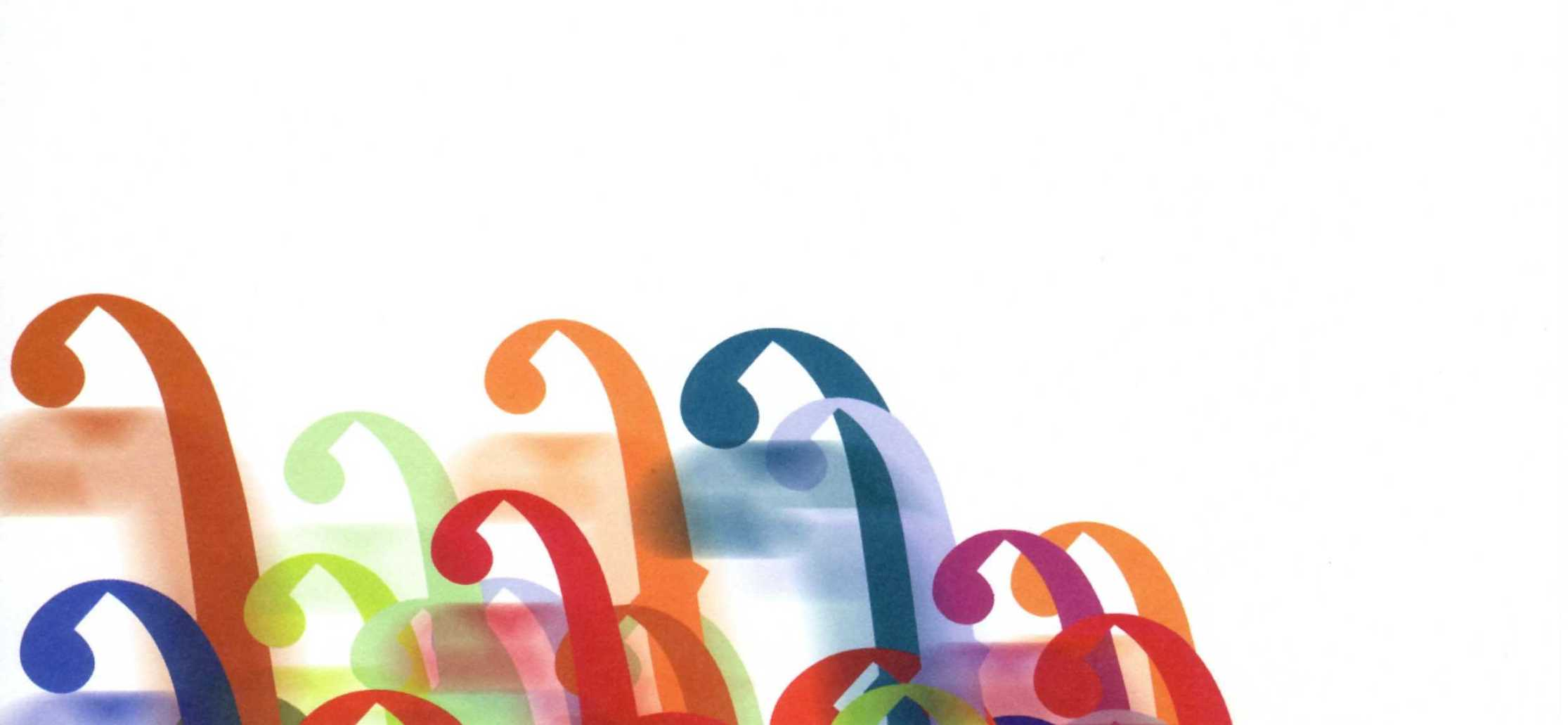